# Buila-Vânturarița Nationalpark
Buila-Vânturarița National Park (rumænsk: Parcul Național Buila-Vânturarița) (nationalpark kategori II IUCN) er et beskyttet område beliggende i Rumænien, i den centrale-nordlige del af distriktet Vâlcea, i det administrative område for lokaliteterne Costești, Bărbătești og Băile Olănești.

## Beliggenhed
Buila-Vânturarița Nationalpark ligger i den centrale-nordlige del af Vâlcea-distriktet i Căpățânii-bjergene der er  en bjerggruppe i Parâng-bjergene, en undergruppe af bjerge i de Transsylvanske Alper.

## Beskrivelse
Buila-Vânturarița, der har et areal på 4.186 ha blev erklæret naturligt beskyttet område ved regeringsbeslutning nr. 2151 i 2004 (offentliggjort officielt papir nr. 38 den 12. januar 2005)  og repræsenterer et bjergrigt område med flora og fauna specifik for Sydlige Karpater.
Beskyttede områder i parken inkluderer: Trovant Museum, Călinești-Brezoiskoven, Valea Cheiiskoven, Rădița-Mânzu, Mount Stogu, Arnăuți grotten , Clopot grotten, Munteanu-Murgoci grotten, Pagoda grotten, Valea Bistrița grotten.

## Flora og fauna
Flora og fauna er mangfoldig, og mange af arterne er beskyttet af internationale konventioner.

### Flora
Vedplanter består af: Engelsk eg (Quercus robur), europæisk bøg (Fagus sylvatica), europæisk ask (Fraxinus excelsior), fyr (Pinus), nordmannsgran (Picea abies), gran (Abies), taks (Taxus baccata), Skovfyr (Pinus sylvestris), lind (Tilia), birk (Betula) og arter af buske: bjergfyr (Pinus mugo), savin (Juniperus sabina) eller almindelig enebær (Juniperus communis).
Urter: Edelweiss (Leontopodium alpinum), fruesko (Cypripedium calceolus),  bjergklokke (Campanula alpina), gul munkekappe (Aconitum anthora), galnebær (Atropa belladonna), ligularia (Ligularia sibirica), rustryg (Asplenium ceterach), gul anemone (Anemone ranunculoides), engblomme (Trollius europaeus ), hvid anemone (Anemone nemorosa), kranslilje (Lilium martagon), centaurea (Centaurea atropurpurea), peberbusk (Daphne mezereum)

### Fauna
Arter af pattedyr: hjorte (Cervus epaphus), brun bjørn (Ursus arctos ), gemse (Rupicapra rupicapra), rådyr (Capreolus capreolus), almindlig ulv (Canis lupus), vildsvin (Sus scrofa), los (Lynx los), skovmår (Martes martes), egern (Sciurus vulgaris), grævling (Meles meles), barbastelle (Barrbastella barbastellus), lille museøret flagermus (Myotis blythii), langøret flagermus (Plecotus auritus);
Fuglearter: Tjur (Tetrao urogallus), hvidkronet stenpikker (Oenanthe leucopyga), rød glente (Milvus milvus), aftenfalk (Falco vespertinus), hvid vipstjert (Motacilla alba), natravn (Caprimulgus), klippeværling (Emberiza cia), lille skrigeørn (Aquila pomarina), murløber ( Tichodroma muraria ), hærfugl (Upupa epops).
Krybdyr, padder og frøer: Smaragdfirben (Lacerta viridis), hugorm (Vipera berus), glatsnog (Coronella austriaca), ildsalamander (Salamandra salamandra), bjergsalamander (Triturus alpestris), skrubtudse (Bufo bufo), gulbuget klokkefrø (Bombina variegata) eller butsnudet frø (Rana temporaria).
- Engblomme
- Gemser, Rupicapra rupicapra
- Rød glente